# Rząd Mai Sandu
Rząd Mai Sandu – rząd Mołdawii pod kierownictwem byłej minister edukacji Mai Sandu.

## Historia
Rząd został zaprzysiężony 8 czerwca 2019 roku w trakcie trwania mołdawskiego kryzysu konstytucyjnego. W czerwcu 2019 Trybunał Konstytucyjny Mołdawii stwierdził, że powołanie rządu Mai Sandu jest niezgodne z prawem. Jednak 15 czerwca 2019 roku tenże Trybunał zmienił swoje postanowienie i uchylił swoje poprzednie decyzje, orzekając, że rząd Sandu został utworzony zgodnie z konstytucją. Rząd został odwołany poprzez uchwalenie wotum nieufności w parlamencie Mołdawii 12 listopada tego samego roku, a następnie zastąpiony przez nowy rząd pod przywództwem Iona Chicu. Przyczyną upadku rządu był spór koalicjantów na tle procedury wyłaniania prokuratora generalnego. Prezydent Igor Dodon stwierdził, że rząd przejmując uprawnienia do wyłonienia kandydata na stanowisko Prokuratora Generalne, naruszył porozumienie zawarte z PSRM, które wyraźnie stanowiło, że kandydatów na to stanowisko powinna wybierać komisja ekspercka.

## Skład rządu
| Funkcja                                                | Imię i nazwisko            | Czas pełnienia funkcji | Czas pełnienia funkcji | Partia      |
| Funkcja                                                | Imię i nazwisko            | Od                     | Do                     | Partia      |
| ------------------------------------------------------ | -------------------------- | ---------------------- | ---------------------- | ----------- |
| Premier                                                | Maia Sandu                 | 8 czerwca 2019         | 14 listopada 2019      | PAS         |
| Wicepremier                                            | Andrei Nastase             | 8 czerwca 2019         | 14 listopada 2019      | DA          |
| Minister Spraw Wewnętrznych                            | Andrei Nastase             | 8 czerwca 2019         | 14 listopada 2019      | DA          |
| Wicepremier ds. Reintegracji                           | Vasilii Sova               | 8 czerwca 2019         | 14 listopada 2019      | PSRM        |
| Minister Gospodarki i Infrastruktury                   | Vadim Brinzan              | 8 czerwca 2019         | 14 listopada 2019      | bezpartyjny |
| Minister Spraw Zagranicznych i Integracji Europejskiej | Nicu Popescu               | 8 czerwca 2019         | 14 listopada 2019      | bezpartyjny |
| Minister Obrony                                        | Pavel Voicu                | 8 czerwca 2019         | 14 listopada 2019      | PSRM        |
| Minister Sprawiedliwości                               | Stanislav Pavlovschi       | 8 czerwca 2019         | 24 czerwca 2019        | DA          |
| Minister Sprawiedliwości                               | Olesea Stamate             | 24 czerwca 2019        | 14 listopada 2019      | bezpartyjna |
| Minister Finansów                                      | Natalia Gavrilita          | 8 czerwca 2019         | 14 listopada 2019      | PAS         |
| Minister Rolnictwa i Rozwoju Regionalnego i Środowiska | Georgeta Mincu             | 8 czerwca 2019         | 14 listopada 2019      | bezpartyjna |
| Minister Edukacji, Kultury i Badań Naukowych           | Liliana Nicolaescu-Onofrei | 8 czerwca 2019         | 14 listopada 2019      | PAS         |
| Minister Zdrowia, Pracy i Polityki Społecznej          | Ala Nemerenco              | 8 czerwca 2019         | 14 listopada 2019      | bezpartyjna |
|                                                        |                            |                        |                        |             |
| Gubernator Gagauzji                                    | Irina Vlah                 | 15 kwietnia 2015       |                        | bezpartyjna |

Baszkan (gubernator) Gagauzji jest wybierany w wyborach powszechnych, równych, bezpośrednich, tajnych i wolnych na czteroletnią kadencję. Jedna osoba nie może być gubernatorem dłużej niż przez dwie kadencje. Dekret prezydenta Mołdawii stwierdza, że Baszkan jest członkiem rządu Mołdawii.